# Aleksandr Ilyich Ulyanov
Aleksandr Ilyich Ulyanov (biệt danh: Sacha; 12 tháng 4 [lịch cũ 31 tháng 3] năm 1866 – 20 tháng 5 [lịch cũ 8 tháng 5] năm 1887) là một nhà cách mạng người Nga. Ông là anh trai ruột của lãnh tụ cộng sản Vladimir Ilyich Lenin. 
Aleksandr đã giúp người em Vladimir Ilyich Lenin của mình hiểu được bản chất của chế độ Nga hoàng, sự bất công, sự bóc lột tàn bạo của địa chủ với nông dân trong xã hội ấy. Ông là người theo phái " Dân túy". Ông bị treo cổ vì âm mưu ám sát Nga hoàng Aleksandr III.